# Campeonato Descentralizado 1967
El Campeonato Descentralizado de Fútbol Profesional del Perú de 1967 fue la edición número 51, contó con la participación de catorce equipos. 
El formato era enfrentamientos de ida y vuelta de todos contra todos. Los dos primeros iban clasificados a la Copa Libertadores de 1968. Para el descenso, los dos últimos de la tabla general perdían la categoría.
Universitario de Deportes se consagró Bicampeón Nacional, tras vencer por 2 a 1 al Sport Boys, con 41 puntos sumados en todo el torneo, fue el equipo más goleador y con la defensa menos batida. De esa manera los cremas consiguieron la ansiada estrella 12.

## Sistema de competición
Los catorce participantes disputan el campeonato bajo un sistema de liga, es decir, todos contra todos a visita recíproca; con un criterio de puntuación que otorga dos unidades por victoria, una por empate y cero por derrota. El campeón sería el club que al finalizar el torneo haya obtenido la mayor cantidad de puntos, y por ende se ubique en el primer lugar de la clasificación. 
Si al finalizar el campeonato dos equipos igualan a puntos, los mecanismos para desempatar la clasificación son los siguientes:
- El que tiene una mejor diferencia de goles en el campeonato.
- El que tiene una mejor diferencia de goles en partidos jugados entre ellos.
- Sorteo.

En caso de concluir el certamen con dos equipos empatados en el primer lugar, se procedería a un partido de desempate entre ambos conjuntos en una cancha neutral predeterminada al inicio del torneo; de terminar en empate dicho duelo, se realizará uno extra, y de persistir la igualdad en este, se alargaría a la disputa de dos tiempos extras de 15 minutos cada uno, y eventualmente Tiros desde el punto penal, hasta que se produjera un ganador.

## Ascensos y descensos
| Posición | Ascendidos de la Segunda o Copa Perú        |
| -------- | ------------------------------------------- |
| 1º       | Porvenir Miraflores (Segunda División 1966) |
| 1º       | Alfonso Ugarte de Chiclin (Copa Perú 1967)  |
| 2º       | Octavio Espinosa (Copa Perú 1967)           |
| 3º       | Juan Aurich (Copa Perú 1967)                |

| Posición | Descendidos del Descentralizado 1966 |
| -------- | ------------------------------------ |
| 8º       | Melgar                               |
| 12º      | Alfonso Ugarte de Chiclin            |
| 13º      | Octavio Espinosa                     |
| 14º      | Carlos Concha                        |

## Equipos participantes
| Club                      | Ciudad   | Entrenador           |
| ------------------------- | -------- | -------------------- |
| Alfonso Ugarte            | Chiclín  | Ángel Fernández Roca |
| Alianza Lima              | Lima     | Ladislao Pakozdi     |
| Atlético Grau             | Piura    | Juan Honores         |
| Centro Iqueño             | Lima     | Juan Biselach        |
| Defensor Arica            | Lima     | Benicio Acosta       |
| Defensor Lima             | Lima     | Manuel Giúdice       |
| Deportivo Municipal       | Lima     | Roberto Drago        |
| Juan Aurich               | Chiclayo | Danilo Alvim         |
| Mariscal Sucre            | Lima     | Roberto Reynoso      |
| Octavio Espinosa          | Ica      | Miguel Ortega        |
| Porvenir Miraflores       | Lima     | José Chiarella       |
| Sport Boys                | Callao   | César Brush          |
| Sporting Cristal          | Lima     | Didí                 |
| Universitario de Deportes | Lima     | Marcos Calderón      |

## Tabla de posiciones
| Pos. | Equipos                   | PJ | PG | PE | PP | GF | GC | Dif. | Pts |
| ---- | ------------------------- | -- | -- | -- | -- | -- | -- | ---- | --- |
| 1    | Universitario (C)         | 26 | 20 | 1  | 5  | 64 | 19 | +45  | 41  |
| 2    | Sporting Cristal          | 26 | 13 | 10 | 3  | 43 | 20 | +23  | 36  |
| 3    | Alianza Lima              | 26 | 14 | 7  | 5  | 43 | 24 | +19  | 35  |
| 4    | Defensor Lima             | 26 | 14 | 5  | 7  | 41 | 27 | +14  | 33  |
| 5    | Defensor Arica            | 26 | 13 | 7  | 6  | 37 | 23 | +14  | 33  |
| 6    | Atlético Grau             | 26 | 11 | 7  | 8  | 33 | 40 | -7   | 29  |
| 7    | Sport Boys                | 26 | 9  | 6  | 11 | 33 | 31 | +2   | 24  |
| 8    | Porvenir Miraflores       | 26 | 8  | 7  | 11 | 24 | 28 | -4   | 23  |
| 9    | Juan Aurich               | 26 | 9  | 5  | 12 | 27 | 37 | -10  | 23  |
| 10   | Centro Iqueño             | 26 | 5  | 11 | 10 | 28 | 41 | -13  | 21  |
| 11   | Octavio Espinosa          | 26 | 6  | 8  | 12 | 25 | 39 | -14  | 20  |
| 12   | Mariscal Sucre            | 26 | 5  | 9  | 12 | 22 | 40 | -18  | 19  |
| 13   | Deportivo Municipal       | 26 | 2  | 11 | 13 | 26 | 62 | -36  | 15  |
| 14   | Alfonso Ugarte de Chiclín | 26 | 3  | 6  | 17 | 25 | 40 | -15  | 12  |

(C): Campeón
|  | Clasificado a la Copa Libertadores 1968.                              |
|  | Descendidos 15° a la Segunda División 1968 y 16° a la Copa Perú 1968. |

|                          |
| Campeón Nacional         |
| Universitario 12º título |

## Goleadores
| Jugador | Jugador                 | Goles | Equipo                    |
| ------- | ----------------------- | ----- | ------------------------- |
| Peruano | Pedro Pablo León        | 14    | Alianza Lima              |
| Peruano | Carlos Gonzales Pajuelo | 13    | Sporting Cristal          |
| Peruano | Oswaldo Ramírez         | 12    | Sport Boys                |
| Peruano | Víctor Zegarra          | 12    | Alianza Lima              |
| Peruano | Enrique Cassaretto      | 12    | Universitario de Deportes |
| Peruano | Alejandro Zevallos      | 11    | Octavio Espinosa          |
| Peruano | Ricardo López Lavalle   | 10    | Defensor Lima             |
| Peruano | Alejandro Campos        | 10    | Atlético Grau             |
| Peruano | Ramón Mifflin           | 10    | Defensor Arica            |
| Peruano | José del Castillo       | 9     | Sporting Cristal          |
| Peruano | Héctor Bailetti         | 9     | Porvenir Miraflores       |
| Peruano | Jaime Ruiz              | 9     | Juan Aurich               |
| Peruano | Percy Rojas             | 8     | Universitario de Deportes |
| Peruano | Andrés Zegarra          | 8     | Defensor Arica            |

## Reconocimientos

### Premios anuales
| Premio                     | Ganador                                     |
| -------------------------- | ------------------------------------------- |
| Mejor Equipo               | Universitario de Deportes                   |
| Bota de Oro                | Roberto Chale (Universitario de Deportes)   |
| Entrenador del año         | Marcos Calderón (Universitario de Deportes) |
| Portero del año            | Rubén Correa (Universitario de Deportes)    |
| Jugador extranjero del año | José Varacka (Porvenir Miraflores)          |
| Jugador joven del año      | Babalu Martínez (Alianza Lima)              |
| Jugador veterano del año   | Jorge Vásquez (Sporting Cristal)            |
| Jugador revelación         | Ramón Mifflin (Defensor Arica)              |